# Кирліг (Нямц)
Кирліг (рум. Cârlig) — село у повіті Нямц в Румунії. Входить до складу комуни Дулчешть.
Село розташоване на відстані 288 км на північ від Бухареста, 29 км на схід від П'ятра-Нямца, 66 км на захід від Ясс.

## Населення
За даними перепису населення 2002 року у селі проживали 397 осіб, усі — румуни. Усі жителі села рідною мовою назвали румунську.